# Blackthorn
Blackthorn – wieś w Anglii, w hrabstwie Oxfordshire, w dystrykcie Cherwell. Leży 17 km na północny wschód od Oksfordu i 79 km na północny zachód od Londynu. W 2001 miejscowość liczyła 267 mieszkańców.